# Linaria valdesiana
Linaria valdesiana är en grobladsväxtart som beskrevs av O. Socorro och P. Aroza. Linaria valdesiana ingår i släktet sporrar, och familjen grobladsväxter. Inga underarter finns listade i Catalogue of Life.